# André Ghem
André Ghem (Porto Alegre, 29 de maio de 1982) é um tenista brasileiro. 
Furou o top 100 de duplas, tendo ocupado o posto de nº 88 na modalidade em 2007. Atingiu seu melhor ranking em simples em junho de 2015, aos 33 anos de idade, obtendo o posto de n° 118 do mundo.

## Trajetória
Tenista destro, profissionalizou-se em 2003. Tem como pontos altos na carreira o número 118° do ranking de simples e 88° em duplas pela ATP.
Seu momento principal, único e o maior feito na carreira foi quando venceu Gustavo Kuerten no ATP da Costa do Sauípe, na Bahia, como um ilustre desconhecido em 2006.
Em 2011 furou o qualificatório do ATP 250 do Brasil, em São Paulo, porém acabou sendo eliminado na primeira rodada para o argentino Carlos Berlocq.
Seu principal título em simples foi o do Challenger de Joinville em 2007. Desde ali, ele fez outras seis decisões em simples de torneios nível Challengers e perdeu todas: Smarkan, em 2008; Rio Quente, em 2013; Campinas e Praga, em 2014; e Shenzhen e Tampere, em 2015. Já nas duplas, conquistou nove títulos de torneios Challengers e foi vice em 12 oportunidades.

## Ranking
- Atual ranking de simples: 118°
- Melhor ranking de simples: 118° (13 de julho de 2015)[1]
- Atual ranking de duplas: 449°
- Melhor ranking de duplas: 88°  (25 de junho de 2007)

## Evolução do ranking de simples
Posição na última semana de cada ano:
- 2010: nº  520 do mundo
- 2011: nº  284 do mundo
- 2012: nº  320 do mundo
- 2013: nº  216 do mundo
- 2014: nº  165 do mundo

## Circuito Profissional ATP Challengers - Finais

### Simples
| Resultado | No. | Data | Torneio                                        | Piso   | Adversário        | Resultado   |
| --------- | --- | ---- | ---------------------------------------------- | ------ | ----------------- | ----------- |
| Campeão   | 1.  | 2007 | Challenger de Joinville - Brasil               | Saibro | Bruno Echagaray   |             |
| Finalista | 2.  | 2008 | Challenger de Smarkan - Uzbequistão            | Saibro | Mikhail Elgin     |             |
| Finalista | 3.  | 2013 | Challenger de Rio Quente - Rio Quente, Brasil  | Saibro | Rajeev            | 6-4 4-6 3-6 |
| Finalista | 4.  | 2014 | Challenger de Campinas - Campinas, Brasil      | Saibro | Diego Schwartzman | 6-4 4-6 5-7 |
| Finalista | 5.  | 2014 | Challenger de Prague - Praga, República Tcheca | Saibro | Diego Schwartzman | 4-6 5-7     |
| Finalista | 6.  | 2015 | Challenger de Shenzhen - Shenzhen, China       | Saibro | Blaz Kavcic       | 5-7 4-6     |

### Duplas
| Resultado | No. | Data | Torneio                                | Piso   | Parceiro              |
| --------- | --- | ---- | -------------------------------------- | ------ | --------------------- |
| Campeão   | 1.  | 2006 | Challenger da Cidade do México, México | Saibro | Pierre-Ludovic Duclos |
| Campeão   | 2.  | 2006 | Challenger de Joinville, Brasil        | Saibro | Alexandre Simoni      |
| Campeão   | 3.  | 2006 | Challenger de Medelin, Colômbia        | Saibro | Marcelo Melo          |
| Campeão   | 4.  | 2006 | Challenger de Bueno Aires, Argentina   | Saibro | Flavio Saretta        |
| Campeão   | 5.  | 2006 | Challenger de Assunção, Paraguai       | Saibro | Tomás Behrend         |
| Finalista | 6.  | 2006 | Challenger da Cidade do México, México | Saibro | Pierre Ludovic Duclos |
| Finalista | 7.  | 2006 | Challenger de Salinas, Equador         | Saibro | Alexandre Simoni      |
| Finalista | 8.  | 2006 | Challenger de São Paulo, Brasil        | Saibro | Lucas Engel           |
| Campeão   | 9.  | 2007 | Challenger de Zareb, Croácia           | Saibro | Tomás Behrend         |
| Campeão   | 10. | 2007 | Challenger de Furth, Alemanha          | Saibro | Bruno Echagaray       |
| Finalista | 11. | 2008 | Challenger de Oberstaufen, Alemanha    | Saibro | Boy Westerhof         |
| Finalista | 12. | 2008 | Challenger de Penza, Rússia            | Saibro | Boy Westerhof         |
| Finalista | 13. | 2012 | Challenger de Blumenau, Brasil         | Saibro | Simone Vagnozzi       |
| Finalista | 14. | 2012 | Challenger de Recife, Brasil           | Saibro | Rodrigo Guidolin      |
| Campeão   | 15. | 2012 | Challenger de Bercuit, Bélgica         | Saibro | Marco Trungelliti     |
| Finalista | 16. | 2012 | Challenger de Tampere, Finlândia       | Saibro | Niels Desein          |
| Finalista | 17. | 2012 | Challenger de São Paulo, Brasil        | Saibro | João Pedro Sorgi      |
| Finalista | 18. | 2013 | Challenger de Buenos Aires, Argentina  | Saibro | Rogério Dutra Silva   |
| Finalista | 19. | 2013 | Challenger de Montevideo, Uruguai      | Saibro | Rogério Dutra Silva   |
| Finalista | 20. | 2014 | Challenger de Campinas, Brasil         | Saibro | Fabrício Neis         |